# 土井畑知里
土井畑 知里（どいはた ちさと、1994年（平成6年）8月9日 - ）は、日本の個人とシンクロのトランポリン体操選手であり、複数の国際大会で日本代表として出場した。

## 経歴・人物
大阪府出身。帝塚山学院中学校・高等学校、日本体育大学卒。2011年、2013年、2015年、2019年のトランポリン世界選手権に出場した。2017年（平成29年）4月1日に三菱電機実業団に加入した。

## 結果
- 2010年8月：第1回ユースオリンピック（シンガポール大会）、個人3位[1][5]
- 2013年9月：ワールドカップ（スペイン大会）、シンクロ1位
- 2015年11月：第32回世界トランポリン競技選手権（デンマーク大会）、個人24位、シンクロ3位
- 2016年6月：ワールドカップ（スイス大会）、個人6位
- 2016年11月：全日本トランポリン競技選手権(前橋市）、個人1位、シンクロ1位（4年連続）
- 2018年4月：カナダカップ2018、シンクロ1位、個人6位[6]
- 2019年２月：ワールドカップ（アゼルバイジャン大会）、個人3位
- 2019年11月 - 12月：第34回世界トランポリン競技選手権(東京都）、個人2位、団体1位
- 2020年12月：川崎ジャパンオープン、個人１位
- 2021年10月：全日本トランポリン競技選手権(大阪府熊取町）、個人2位
- 2021年12月：川崎ジャパンオープン、個人１位
- 2022年6月：ワールドカップ（ポルトガル大会）、個人１位

1. 1 2 3  “Toranporin joshi no Doihata Chisato senshu wo saiyō : Mitsubishi Denki toppu asurīto saiyō no oshirase”.   Mitsubishi Electric. p. 1 (2016年1月26日). 2017年10月6日時点のオリジナルよりアーカイブ。2019年10月3日閲覧。
2. 1 2  “土井畑 知里 (トランポリン)”.   三菱電機. 2019年10月3日閲覧。
3. ↑  “Chisato Doihata FIG Profile”.   fig-gymnastics.com. 2016年6月13日閲覧。
4. ↑  “2015 Trampoline World Championships athletes - Chisato Doihata”.   Longinestiming.com. 2016年6月13日閲覧。
5. ↑  “2010 Youth Olympic Games in Singapore”.   USA Gymnastics. 2018年5月19日閲覧。
6. ↑  “Kishi, Doihata, Uyama ga 2018 Kanada kappu de medaru kakutoku!”.   Japan Gymnastic Association (2018年4月23日). 2018年5月19日時点のオリジナルよりアーカイブ。2018年5月19日閲覧。